# Vasilikí (ort i Grekland, Joniska öarna)
Vasilikí (Vasiliki) är en ort i Grekland. Den ligger i prefekturen Lefkas och regionen Joniska öarna, i den västra delen av landet, 280 km väster om huvudstaden Aten. Vasilikí ligger 2 meter över havet och antalet invånare är 305. Den ligger på ön Lefkas.
Terrängen runt Vasilikí är huvudsakligen kuperad, men norrut är den bergig. Havet är nära Vasilikí åt sydväst.  Närmaste större samhälle är Nidri, 12,4 km nordost om Vasilikí. 